# 康納·威爾
康納·威爾（Connor Weil，1993年12月28日—）是美國的一位演員。他最著名的作品是在電視劇驚聲尖叫中飾演威爾·貝爾蒙一角。自2016年4月開始，他加入演出NBC肥皂劇我們的日子。